# Tukacs (családnév)
A Tukacs egy Magyarországon, valamint Ukrajnában és Oroszországban használt családnév. Tukač formában néhány más országban (elsősorban Szerbiában és Szlovákiában) is előfordul, az USA-ban pedig Tukac írásmóddal is ismert.

## Eredete
Eredete nem tisztázott még teljesen, de feltételezhetően ukrán, ruszin vagy szlovák eredetű. Hacsekkel írva (Tukač) cseh eredete is felmerül a szlovák mellett török módon írva pedig (Tukaç) török eredetű.[forrás?] Legvalószínűbbnek az ukrán eredet számít, lásd (alább) a híres Tukacsok között Szerhij Tukacs nevét.
Az ukrán (vagy keleti szláv) elmélet mellett teszi le a voksot az a tény is, hogy az orosz etimológiai szótárban is van róla szócikk. A cikk – érdekességképpen – finnugor eredetet tulajdonít neki, a finnben és a karjalaiban a csomó jelentésű tukku szót kötik hozzá:
Az 1900-as évek előtt Magyarkanizsa község területén, Ilonafalu (ma...(Zimonjić) mellett több család is élt. A családi sírbolt a magyarkanizsai temetőben jelentős helyen foglal helyet.
A magyarkanizsai ún. kistemplom a Tukacs családhoz kapcsolódik. A Tukacs családnak a Tolna vármegyei Nagymányokon és környékén is élnek leszármazottai, itt élt az 1886-ban született Tukacs László, akinek 14 gyermeke született. Tukacs László testvérei Nyíregyháza környékén éltek, ez a kapocs az ország északi felén élő Tukacsokkal.
тука́ч род. п. -а́ "сноп, связка, охапка соломы или льна", олонецк. (Кулик.). Из фин., карельск. tukku "куча, связка", люд. tuk, вепс. tukk "связка соломы"; см. Калима 227..
,
A másik, ami az ukránhoz köti, a náluk gyakran használt Tkacs családnév, ami takácsot jelent.

## Gyakorisága

### Az USA-ban
Az Ellis Island-i papírok szerint az Amerikai Egyesült Államok területére a következő Tukac vagy Tukacs nevű bevándorlók érkeztek (Tukach nem volt a listán):
- Andrej Tukac (Bezina, Magyarország) – 1906
- Baltazar Tukac (Krassina, Horvátország) – 1910
- Fabian Tukac (Stubica, Horvátország) – 1909
- Janko Tukac (Hruetie, Magyarország) – 1912
- Johann Tukac (Múcsony, Magyarország) – 1911
- Josip Tukac (Alsó-Miholjac, Horvátország) – 1912

Tukacs néven ugyanott 15 személyt regisztráltak:
- Antal Tukacs (Vancav) – 1903
- Ferenz Tukacs – 1895
- Gaspar Tukacs (Pápoc) – 1906
- Istvan Tukacs (Felsőzsolca, Magyarország) – 1907
- Janos Tukacs (Kistelfahi, Magyarország) – 1911
- Julia Tukacs (Felsőzsolca, Magyarország) – 1907
- Laszlo Tukacs (Majtis, Magyarország) – 1905
- Margie Tukacs (Pápoc) – 1906
- Maria Tukacs (Loinodi) – 1902
- Sandor Tukacs (Csepreg, Magyarország) – 1907
- Sandor Tukacs (Domahida, Magyarország) – 1909
- Terez Tukacs (Remele, Magyarország) – 1907
- Todor Tukacs (Mosfelsasaly, Magyarország) – 1906
- Vilma Tukacs (Recas, Románia) – 1921

## Híres Tukacsok
- Szerhij Tukacs (ukránul Тукач Сергій Михайлович, oroszul Сергей Тукач) – az FK IhroSzervisz futballistája
- Pjotr Tukacs (Пётр Тукач) – http://tukach.moikrug.ru/ Archiválva 2009. december 14-i dátummal a Wayback Machine-ben
- Nyikita Tukacs – (Тукач Никита)[5] – élt 1564 körül.
- Andrej Tukacs (Тукач Андрей Петрович)[6]
- Tukacs István – Nyíregyháza alpolgármestere, országgyűlési képviselő
- Tukacs István – mesterszakács
- Tukacs Imre –  tanár
- Tukacs Imre – A Zománcinfó lap főszerkesztője, a vasas szakszervezet szövetségi tanácstagja 2007-
- Tukacs Zsolt (unionista)– humorista (Debrecen)

## Egyéb hivatkozások
- A Tukac család az USA-ban 1920-ban
- A Tukacs család az USA-ban 1920-ban